# Urraca Sanxes
Urraca Sanxes (Navarra, ?—Lleó, 23 de juny de 956) va ser infanta de Navarra i reina consort de Lleó (934-951) pel seu matrimoni amb Ramir II.

## Orígens familiars
Filla del rei Sanç Garcés I de Pamplona i de la seva muller, Toda Asnar. Una de les seves germanes, Ònnega, havia estat reina de Lleó abans a través del matrimoni amb Alfons IV.

## Regnat
El pare Enrique Flórez esmenta que les cròniques utilitzen diversitat de noms per a aquesta reina, a més d'esmentar l'existència d'una o més esposes per a Ramir II, però que es tractava d'una única persona. Actualment es considera que la primera muller va ser Adossenda Gutiérrez, que va ser mare d'Ordoni III. De fet, les primeres referències sobre Urraca són del 934, en el moment de matrimoni amb Ramir II de Lleó.
Hom afirma que va tenir una notable influència en l'esfera familiar i a ella es deu l'educació i inclinació religiosa de la seva filla Elvira. També participà en fundacions i ampliacions monàstiques afavorides per Ramir II, on destaquen San Salvador a Lleó, San Cristóbal i San Andrés a Cea i San Miguel de Destriana.

## Descendència
Va tenir dos fills del seu matrimoni amb Ramir II:
- L'infant Sanç (935-966), que regnà com Sanç I de Lleó.
- La infanta Elvira de Lleó (m. 986), religiosa i reina regent de Lleó.[5]

## Mort
La reina va quedar vídua i va sobreviure al marit sis anys, va morir el 23 de juny de 956. Les seves restes es troben a la capella de Nostra Senyora del Rei Cast, a la catedral d'Oviedo, d'acord amb la inscripció que recull Enrique Flórez.